# ŠaHK Banská Bystrica
ŠaHK Banská Bystrica byl slovenský hokejový klub z Banské Bystrice.

## Historie
Hokej se v Banské Bystrici začal oficiálně hrát od roku 1922, dříve hrál bandy hokej. V období Slovenské republiky patřil banskobystrický klub mezi nejlepší hokejová družstva. Po 2. světové válce hrála Banská Bystrica nejvyšší československou ligu, později sestoupila do 1. slovenské národní hokejové ligy. V sezoně 1994/1995 Banská Bystrica vyhrála 1. ligu a postoupila do extraligy, odkud po dvou letech sestoupila. Vrátila se v sezoně 1998/1999, ale opět vypadla. Později nastal výpadek hokeje v městě, který vyvrcholil posledním místě v 1. lize v sezoně 2004/2005 a tým se zachránil až v baráži proti týmu HKm Humenné. V létě 2005 původní banskobystrický klub (hrající naposledy pod názvem ŠaHK Banská Bystrica) zanikl a celá infrastruktura přešla do nově vzniklého klubu HC ’05 Banská Bystrica.

## Historické názvy
- 1922 – Slávia Banská Bystrica
- 1938 – ŠK Banská Bystrica (Športový klub Banská Bystrica)
- 1947 – Sokol NV Banská Bystrica
- 1952 – Slovan Banská Bystrica
- 1957 – Červená Hviezda Banská Bystrica
- 1961 – Iskra Smrečina Banská Bystrica
- 1992 – ŠK Iskra Banská Bystrica (Športový klub Iskra Banská Bystrica)
- 1994 – Iskra Zlatý Bažant Banská Bystrica
- 1998 – ŠaHK Banská Bystrica

## Přehled ligové účasti
Stručný přehled
Zdroj: 
- 1945–1946: 1. liga – sk. A (1. ligová úroveň v Československu)
- 1946–1947: Slovenské divize sk.? (2. ligová úroveň v Československu)
- 1947–1948: 1. liga – sk. A (1. ligová úroveň v Československu)
- 1948–1949: Slovenské divize sk. západ (2. ligová úroveň v Československu)
- 1949–1950: Oblastní soutěž sk. F (2. ligová úroveň v Československu)
- 1955–1956: Oblastní soutěž sk. A (3. ligová úroveň v Československu)
- 1956–1957: Oblastní soutěž sk. B (3. ligová úroveň v Československu)
- 1957–1958: Oblastní soutěž sk. G (3. ligová úroveň v Československu)
- 1958–1959: 2. liga – sk. B (2. ligová úroveň v Československu)
- 1959–1960: Oblastní soutěž sk. H (3. ligová úroveň v Československu)
- 1960–1961: 2. liga – sk. B (2. ligová úroveň v Československu)
- 1962–1963: 2. liga – sk. B (2. ligová úroveň v Československu)
- 1963–1968: 2. liga – sk. D (2. ligová úroveň v Československu)
- 1968–1969: 2. liga – sk. C (2. ligová úroveň v Československu)
- 1969–1993: 1. SNHL (2. ligová úroveň v Československu)
- 1993–1995: 1. liga (2. ligová úroveň ve Slovensku)
- 1995–1997: Extraliga (1. ligová úroveň ve Slovensku)
- 1997–1998: 1. liga (2. ligová úroveň ve Slovensku)
- 1998–1999: Extraliga (1. ligová úroveň ve Slovensku)
- 1999–2005: 1. liga (2. ligová úroveň ve Slovensku)

Jednotlivé ročníky
Legenda: ZČ - základní část, červené podbarvení - sestup, zelené podbarvení - postup, fialové podbarvení - reorganizace, změna skupiny či soutěže
| Slovensko (1993 – 2005) |           |           |           |                                           |          |
| Sezóny                  | Soutěž    | Úroveň    | ZČ        | Play-off, nadstavba, sk. o udržení...     | Poznámky |
| 1993/1994               | 1. liga   | 2. úroveň | 2. místo  |                                           |          |
| 1994/1995               | 1. liga   | 2. úroveň | 1. místo  |                                           | Postup   |
| 1995/1996               | Extraliga | 1. úroveň | 9. místo  | Baráž (2. místo)                          |          |
| 1996/1997               | Extraliga | 1. úroveň | 10. místo |                                           | Sestup   |
| 1997/1998               | 1. liga   | 2. úroveň | 1. místo  |                                           | Postup   |
| 1998/1999               | Extraliga | 1. úroveň | 9. místo  |                                           | Sestup   |
| 1999/2000               | 1. liga   | 2. úroveň | 2. místo  |                                           |          |
| 2000/2001               | 1. liga   | 2. úroveň | 5. místo  |                                           |          |
| 2001/2002               | 1. liga   | 2. úroveň | 4. místo  |                                           |          |
| 2002/2003               | 1. liga   | 2. úroveň | 10. místo |                                           |          |
| 2003/2004               | 1. liga   | 2. úroveň | 10. místo |                                           |          |
| 2004/2005               | 1. liga   | 2. úroveň | 12. místo | Baráž (výhra 3:2 na zápasy s HKm Humenné) | Zánik    |

Legenda: ZČ - základní část, červené podbarvení - sestup, zelené podbarvení - postup, fialové podbarvení - reorganizace, změna skupiny či soutěže